# Giuseppe Merosi

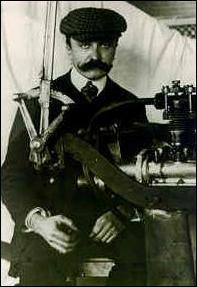
Giuseppe Merosi

Giuseppe Merosi (Piacenza, 1872 - 1956) was een Italiaanse autobouwer die bekend werd door het ontwerpen van de eerste Alfa Romeo's.
Merosi werd in 1872 geboren in Piacenza, Italië en begon zijn professionele carrière als landmeter.  Zijn passie voor auto's liet hem echter omschakelen naar autobouwer.  Nadat hij eerst nog in dienst van Bianchi had gewerkt werd hij in 1910 hoofdontwerper bij het nieuwe automerk ALFA, het latere Alfa Romeo.  Zijn eerste werk was de Alfa 24 HP met een 4 liter motor die 42 pk kon leveren.  In 1914 ontwierp hij de eerst Alfa Grand Prix-wagen met een 4,5 liter DOHC motor.  De wagen werd echter nooit ingezet in een race.  Na de oorlog bouwde hij nog de Alfa Romeo G1, G2, RL en RM.  Als nieuwe Grand Prix-wagen ontwierp hij de P1 die zijn debuut moest maken in de Grand Prix in Monza, maar ook deze werd niet ingezet in de race na een dodelijk ongeval van Sivocci tijdens de testritten.  In 1926 verliet hij Alfa Romeo waar hij werd opgevolgd door Vittorio Jano.  Merosi werkte nog voor onder andere Isotta Fraschini.  Hij stierf in 1956 op 84-jarige leeftijd.